# Яковенко, Наталья Васильевна
Наталья Васильевна Яковенко (белор. Наталля Якавенка; 30 августа 1973, г. Минск) — белорусский литературовед, литературный критик, переводчик, переводовед. Доктор филологических наук. Автор и составитель книг, около 500 научных, критических и публицистических статей. В периодической печати выступает с 1993 г.. В 1998—2005 гг. печаталась под фамилией Денисова (бел. Дзянісава).
Сферы научных интересов: история белорусской литературы и литературных связей в славянском мире и за его пределами; актуальные проблемы современного литературного процесса; текстология, документалистика, компаративистика; художественный перевод с родственных языков (белорусского, русского, украинского, польского); семиотика.

## Биография
Наталья Яковенко родилась 30 августа 1973 г. в Минске в семье белорусского писателя, публициста и общественного деятеля Василия Тимофеевича Яковенко (бел. Васіль Якавенка).
С 1993 по 1995 г. возглавляла отдел критики журнала «Первоцвет» (бел. «Першацвет»). В № 2 этого журнала за 1993 г. появилась ее первая публикация — рецензия «В бездне человеческих чувств» (бел. «У бездані чалавечых пачуццяў») на сборник рассказов Владимира Климовича «Спасение бездной» (бел. «Выратаванне безданню»).
В 2002 г. защитила кандидатскую диссертацию и опубликовала монографию «Авторский перевод. Проблема авторского перевода прозы в белорусской литературе XX века» (бел. «Аўтарскі пераклад. Праблема аўтарскага перакладу прозы ў беларускай літаратуры ХХ стагоддзя»).
В 2004—2007 гг. Н. Яковенко являлась специальным корреспондентом, обозревателем и возглавляла отдел критики еженедельника «Литература и искусство» (бел. «Літаратура і мастацтва»). В это же время стала переводить белорусскую прозу на русский язык. Первый опубликованный перевод — романа Анатолия Козлова «Минск и ворон, Париж и призрак» (бел. «Мінск і воран, Парыж і здань») — в № 8 журнала «Нёман» за 2005 г.
В 2019 г. опубликовала монографию «Художественный перевод с родственных языков в истории белорусской литературы» (бел. «Мастацкі пераклад з роднасных моў у гісторыі беларускай літаратуры»). В 2021 г. защитила докторскую диссертацию по теме «Художественный перевод с родственных языков: оригинальный текст и процесс пересоздания» (бел. «Мастацкі пераклад з роднасных моў: арыгінальны тэкст і працэс перастварэння»).

## Основные публикации

### На белорусском языке
- Аўтарскі пераклад. Праблема аўтарскага перакладу прозы ў беларускай літаратуры ХХ стагоддзя. — Мінск: Беларускае выдавецкае таварыства «Хата», 2002. — 100 с.
- Адзінае выйсце — майстэрства. Творчы партрэт Леаніда Дранько-Майсюка // Маладосць. — 2003. — № 3. — С. 114—122.
- Высока нашы зоры. Творчы партрэт Людмілы Рублеўскай // Маладосць. — 2003. — № 7. — С. 144–148.
- «Ідуць гады і свецяць росы». Творчы партрэт Віктара Шніпа // Маладосць. — 2005. — № 2. — С. 135–139.
- Дакумент у літаратуры // Культура Беларусі: энцыклапедыя / рэдкал.: Т. У. Бялова (гал. рэд.) [і інш.]. — Мінск: Беларуская Энцыклапедыя, 2012. — Т. 3. — С. 344.
- Дакументальна-мастацкая літаратура // Культура Беларусі: энцыклапедыя / рэдкал.: Т. У. Бялова (гал. рэд.) [і інш.]. — Мінск: Беларуская Энцыклапедыя, 2012. — Т. 3. — С. 347.
- Аўтарскі пераклад беларускай мастацкай прозы ХХ – пачатку ХХІ стагоддзя // Весці Нацыянальнай акадэміі навук Беларусі. Серыя гуманітарных навук. — 2013. — № 2. — С. 99–103.
- Мастацкі пераклад з роднасных моў у гісторыі беларускай літаратуры. — Мінск: Беларуская навука, 2019. — 357 с.
- Вобразы гістарычных асоб ва ўсходнеславянскай прозе пачатку ХХІ стагоддзя // Беларуска-еўрапейскія літаратурныя ўзаемасувязі і імагалогія. — Мінск: Беларуская навука, 2022. — С. 323 — 399.

### На русском языке
- Дмитрий Бугаев // Нёман. — 2002. — № 3/4. — С. 253–255.
- Микола Метлицкий // Нёман. — 2002. — № 9/10. — С. 165–168.
- Алхимик. Андрей Федоренко // Нёман. — 2011. — № 10. — С. 214–217.
- Перевод как литературно-художественное творчество // Научная дискуссия: вопросы филологии, искусствоведения и культурологи: сборник статей. — Москва: Международный центр науки и образования, 2014. — № 7 (26). — С. 44–47.
- Преодолевая языковые барьеры: Василь Быков в русской литературе // Научная дискуссия: вопросы филологии, искусствоведения и культурологи: сборник статей. — Москва: Международный центр науки и образования, 2015. — № 3 (32). — С. 43–47.
- Документализм и автоцензура «Виленских воспоминаний» Максима Горецкого // Белорусская земля в воспоминаниях и документах XIX-XX веков: сборник научных статей. — Москва: ИМЛИ РАН, 2018. — Вып. 1. — С. 417–421.
- «Поразительная слитность выражения»: творческие и дружеские контакты Аркадия Кулешова и Михаила Исаковского (по материалам переписки поэтов) // Белорусская земля в воспоминаниях и документах XIX-XX веков: сборник научных статей. — Москва: ИМЛИ РАН, 2019. — Вып. 2. — С. 315–329.